# Umm Ghubar
Umm Ghubar (arab. أم غبار) – wieś w Syrii, w muhafazie Aleppo, w dystrykcie Dżabal Siman. W 2004 roku liczyła 190 mieszkańców.